# 衷冀保
衷冀保（？年—1945年），字佑卿，號鸞坡舊史，四川省成都府成都縣人。清朝政治人物、進士出身。
光緒二十年（1903年），中式癸卯科二甲進士。同年闰五月，改翰林院庶吉士，散館授翰林院編修，留學日本，習政法。回國後，曾攝蜀中縣掾。辛亥革命後主講成都各校，撰有《日本國史》